# دوغ أباد (غناباد)
دوغ‌ أباد (بالفارسية: دوغ‌آباد) هي قرية تقع في قسم كاخك الريفي في إيران.